# Phrixometra
Phrixometra is een geslacht van haarsterren uit de familie Antedonidae.

## Soorten
- Phrixometra exigua (Carpenter, 1888)
- Phrixometra longipinna (Carpenter, 1888)
- Phrixometra nutrix (Mortensen, 1918)
- Phrixometra rayneri John, 1938